# Québec (district électoral du Canada-Uni)
Pour les articles homonymes, voir Québec (homonymie).
Circonscription électorale provinciale du Canada
Québec (aussi désigné Cité de Québec) est un district électoral de l'Assemblée législative de la province du Canada.

## Liste des députés

### Siègeno1
| Années | Années      | Député                 | Affiliation               |
| ------ | ----------- | ---------------------- | ------------------------- |
|        | 1841 - 1843 | David Burnet           | Indépendant antiunioniste |
|        | 1843 - 1844 | Jean Chabot            | Canadien-français         |
|        | 1844 - 1848 | Thomas Cushing Aylwin  | Canadien-français         |
|        | 1848 - 1848 | Thomas Cushing Aylwin  | Canadien-français         |
|        | 1848 - 1851 | François-Xavier Méthot | Canadien-français         |
|        | 1851 - 1854 | Hippolyte Dubord       | Indépendant               |
|        | 1854 - 1856 | Jean Chabot            | Réformiste                |
|        | 1856 - 1858 | Georges-Honoré Simard  | Bleu                      |
|        | 1858 - 1861 | Charles Joseph Alleyn  | Conservateur              |

### Siègeno2
| Années | Années      | Député                | Affiliation       |
| ------ | ----------- | --------------------- | ----------------- |
|        | 1841 - 1844 | Henry Black           | Tory unioniste    |
|        | 1844 - 1848 | Jean Chabot           | Canadien-français |
|        | 1848 - 1849 | Jean Chabot           | Canadien-français |
|        | 1850 - 1850 | Jean Chabot           | Réformiste        |
|        | 1851 - 1854 | George Okill Stuart   | Conservateur      |
|        | 1854 - 1857 | Jean Blanchet         | Indépendant       |
|        | 1857 - 1858 | George Okill Stuart   | Conservateur      |
|        | 1858 - 1861 | Georges-Honoré Simard | Bleu              |

### Siègeno3
| Années | Années      | Député                | Affiliation  |
| ------ | ----------- | --------------------- | ------------ |
|        | 1854 - 1858 | Charles Joseph Alleyn | Conservateur |
|        | 1858 - 1860 | Hippolyte Dubord      | Bleu         |
|        | 1860 - 1861 | Pierre-Gabriel Huot   | Rouge        |